# Tamopsis tropica
Tamopsis tropica är en spindelart som beskrevs av Baehr 1987. Tamopsis tropica ingår i släktet Tamopsis och familjen Hersiliidae. Inga underarter finns listade i Catalogue of Life.